# Реал Мэриленд
«Реал Мэриленд» (англ. Real Maryland F.C.), более известный как «Реал Мэриленд Монаркс» (англ. Real Maryland Monarchs) — бывший американский футбольный клуб из Роквилла, штата Мэриленд. Основан в 2007 году, до 2010 года выступал во Втором дивизионе ЮСЛ, когда по собственному желанию был переведён в Премьер-лигу развития. Расформирован в 2012 году.

## История
«Реал Мэриленд» был основан в июле 2007 года в качестве франшизы расширения Второго дивизиона ЮСЛ, к которому присоединился в 2008 году. Мажоритарный владелец клуба Виктор Моран назвал клуб «Реал Мэриленд», потому что он намеревался «создать реальное событие, а не просто футбольный матч». Первым тренером стал бывший наставник «Нортерн Виргиния Роялс» Сильвино Гонсало.
Первый официальный матч состоялся 20 апреля 2008 года, когда «Мэриленд» проиграл «Уэстерн Масс Пионирс» со счётом 0:1. Спустя неделю была одержана первая победа над «Питтсбург Риверхаундс» (2:0), первый гол в истории клуба забил Билл Бриндли. Несмотря на наличие в составе сильных футболистов, например, игроков сборной Сальвадора Денниса Аласа и Рональда Серритоса, к середине сезона команда находилась в подвале турнирной таблицы. В июле Гонсало сменил Антонио Карлос Виейра, однако он не смог исправить ситуацию и команда закончила год на последнем месте. Лучшим бомбардиром стал Нильсон Перес с шестью голами.
В межсезонье главным тренером был назначен Энтони Хадсон, ставший самым молодым футбольным тренером в США на тот момент. В сезоне 2009 «Монаркс» заняли пятое место, выйдя в плей-офф, где вылетели в первом раунде, проиграв «Шарлотт Иглз». Однако на следующий год команда вновь заняла последнее место. Хадсон ушёл из клуба по собственному желанию, на пост тренера вернулся Гонсало, а клуб присоединился к Премьер-лиге развития. В дебютном сезоне команда заняла третье место в своём дивизионе и не вышла в плей-офф, а в сезоне 2012 — второе, но проиграла в первом раунде «Каролина Динамо». После завершения сезона клуб был расформирован.